# Lysimachia ardisioides
Lysimachia ardisioides là một loài thực vật có hoa trong họ Anh thảo. Loài này được Masam. mô tả khoa học đầu tiên năm 1932.